# 孫皎
孫 皎（そん こう）は、中国後漢末期の武将。字は叔朗。父は孫静。兄は孫暠・孫瑜。弟は孫奐・孫謙。従兄は孫権。子は孫胤・孫晞・孫咨・孫弥・孫儀。

## 生涯
孫皎はまだ若いうちから一門衆の１人として駆り出され、護軍校尉に任命。2千の兵を預かっていた。
程普は曹操・劉備両方に対する前線の備えである夏口にて軍勢を駐屯させており、孫皎はその死後に程普に代わって夏口の守備を務めた、都護・征虜将軍に昇進した。黄蓋と兄の孫瑜が死去すると、その配下の軍も併せて孫皎が指揮を執る事となった。沙羡・雲杜・南新市・竟陵を領地（奉邑）として与えられ、代官により統治させた。
前年劉備は益州を取り、建安20年（215年）3月に曹操が張魯討伐を開始した。孫権は劉備に荊州返還を求めるが劉備は応じず、呂蒙を派遣して鮮于丹・徐忠・孫規らを指揮して兵2万で長沙・零陵・桂陽を攻めさせ、魯粛には1万で益陽に本営をおいて関羽に備えさせ、孫権自身も陸口に留まった。呂蒙・孫皎らが兵を進めると長沙・桂陽は降伏した。呂蒙が零陵を征圧するとき、太守の郝普に「劉備も関羽も救援に来ない」と嘘の情報を伝えて降伏させた。その後、呂蒙は三郡に孫河（孫皎が）を置きて鎮守を委し、関羽と魯粛が対峙する呂蒙等と共に益陽に軍を進めた。
建安14年（209年）から建安22年（217年）まで曹操により濡須が攻められた際にはたびたび迎撃して食い止め、幾度か繰り広げられた激戦の中で「精鋭」な軍勢と謳われるほどの武勲を上げた。
建安24年（219年）、劉備との荊州奪還戦において、当初孫権は軍を二つに分け、呂蒙と孫皎にそれぞれ統率させようとしたが、軍の総指揮系統の一本化を重んじた呂蒙に反対されたため、孫皎を後詰めの任に留めた。演義と異なり、多くの見張り台を攻め落とした後、関羽討伐戦では呂蒙と共に出陣し、孫皎は荊州平定に大きく貢献し、関羽を捕らえるのに大きい功績があったが、その直後に病死してしまった。役職と軍勢の多くは、弟の孫奐に受け継がれた。

## 人物
人によく施しをし、諸葛瑾をはじめ名士達との交流も盛んであった。一方で、お金や財宝を惜しまず人に与えられる人物だった。また部下に、劉靖・李允・呉碩・張梁（呉の人物）といった優れた人物を採り立てて適材適所で用いたため、彼等は力を惜しまず仕事に励んだ。ある時、兵士が敵地から女をさらってきて献上してきた際、孫皎は女に衣服を与え丁重に送り返し、民衆を慈しむよう軍に徹底させたため、名声を得るようになった。
甘寧は夏口の守備を任されていた孫皎の指揮下におかれたが、酒席で身分差を理由に年下の孫皎に軽く扱われたため激怒し、呂蒙の指揮下に変更してもらいたいと孫権に嘆願したことがあるぐらいである。孫権が孫皎に訓戒を与えたため、孫皎は年長の甘寧に謝罪し、以後は親しく付き合った。

## 子孫
孫権は孫皎の生前の功績を評価し、子の孫胤を丹陽侯とした。孫胤に子がなく、その死後は弟の孫晞が継いだが、罪を得て自殺したため領地は取り上げられた。その他の子である孫咨・孫弥・孫儀も将軍となり、侯に封じられたという。孫咨は羽林督、孫儀は無難督にまでなったが、呉後期の政局に巻き込まれ、孫咨は滕胤、孫儀は孫峻に殺害されている。